# Neyruz-sur-Moudon
Neyruz-sur-Moudon är en ort i kommunen Montanaire i kantonen Vaud i Schweiz. Den ligger cirka 23 kilometer nordost om Lausanne. Orten har cirka 173 invånare (2020).
Orten var före den 1 januari 2013 en egen kommun, men slogs då samman med kommunerna Chanéaz, Chapelle-sur-Moudon, Correvon, Denezy, Martherenges, Peyres-Possens, Saint-Cierges och Thierrens till den nya kommunen Montanaire.